# Братолюбівська сільська рада (Долинський район)
| Братолюбівська сільська рада — орган місцевого самоврядування у Долинському районі Кіровоградської області з адміністративним центром у с. Братолюбівка. Сільській раді підпорядковані населені пункти: - с. Братолюбівка - с. Дубровине |

## Склад ради
Рада складається з 12 депутатів та голови.

### Керівний склад ради
| ПІБ                             | Основні відомості                                                         | Дата обрання | Дата звільнення |
| ------------------------------- | ------------------------------------------------------------------------- | ------------ | --------------- |
| Гломбіцький Сергій Анатолійович | Сільський голова, 1962 року народження, освіта, безпартійний              | 26.03.2006   | 31.10.2010      |
| Гломбіцький Сергій Анатолійович | Сільський голова, 1962 року народження, освіта вища, член Партії регіонів | 31.10.2010   |                 |

Примітка: таблиця складена за даними джерела

## Населення
Згідно з переписом УРСР 1989 року чисельність наявного населення села становила 1121 особа, з яких 502 чоловіки та 619 жінок.
За переписом населення України 2001 року в селі мешкало 968 осіб.

### Мова
Розподіл населення за рідною мовою за даними перепису 2001 року:
| Мова       | Відсоток |
| ---------- | -------- |
| українська | 97,03 %  |
| російська  | 2,33 %   |
| білоруська | 0,32 %   |
| молдовська | 0,11 %   |
| румунська  | 0,11 %   |
| угорська   | 0,11 %   |